# 札密养多尔济
札密养多尔济（？—？）又译札木养多尔济、札密彦多尔济，蒙古族，清朝喀尔喀蒙古赛音诺颜部右翼右后旗人，末代赛音诺颜部右翼右后旗扎萨克多罗郡王。

## 生平
札密养多尔济是喀尔喀中路赛音诺颜部右翼右后旗扎萨克多罗郡王吹苏伦札布之子。清光绪二十八年（1902年）十二月，清廷“以蒙员防边出力”，赏札密养多尔济“头等台吉衔花翎”。光绪三十二年（1906年），担任赛音诺颜部盟长的吹苏伦扎布卒，那木囊苏伦继任盟长。次年（1907年），札密养多尔济袭扎萨克多罗郡王。
1916年1月10日，自治外蒙古官府通知中华民国北京政府驻库伦办事大员、都护使陈箓，称博克多汗（八世哲布尊丹巴）及其福晋特派外蒙古司法长车臣汗那旺纳林、兵务副长郡王札密养多尔济等人，进京奉呈中华民国大总统贡品。哲布尊丹巴夫妇进献的贡品有: 大黄哈达两方、貂皮8张、骆驼4匹、白马黑马各4匹。车臣汗那旺纳林等人沿途由中华民国中央政府军护送，“在京极蒙优待”，后于1916年4月中旬回到外蒙古库伦。此次哲布尊丹巴入贡未按照清朝“九白之贡”的惯例进行，但也显示了中国中央政府同外蒙古的关系有一定改善。外蒙古官府决定车臣汗那旺纳林等人入贡，事先未和俄国商量，导致俄国政府十分不满。俄国外交大臣沙查诺夫致信俄国驻库伦总领事密勒尔称，“在他们同中国人之相互关系问题上（在该问题上蒙人应感谢我们）事先不同您商量便做出决定很不礼貌。”车臣汗那旺纳林等人抵达北京后，俄国驻华公使库朋斯齐密切监视该使团。在北京会见车臣汗时，库朋斯齐称北京政府想迷惑外蒙古官府，实际上则在使“在俄国影响下获得的外蒙古自治失去意义。”
1919年（民国八年）初，俄国白军领袖谢米诺夫在赤塔召开泛蒙古大会，宣称要建立一个包括布里亚特、外蒙古和内蒙古的“大蒙古国”，以应对巴黎和会的民族自决宣言。但会议只有内蒙古和布里雅特代表参加，外蒙古没有出席大会，内蒙古代表富升阿（原为巴布扎布部下）与谢米诺夫发生冲突后被杀。同年秋，外蒙古当局为了商量应对谢米诺夫胁迫之办法，由博克多汗召开全体盟旗王公和高级僧侣会议。会议原定7月中旬开会，因人员未齐，乃延至1919年8月4日开会。会议「全体表决，拒绝谢（米诺夫）布（里雅特），不赞成独立。」但会议在涉及内政问题时，发生了王公派（黑派）与喇嘛派（黄派）的冲突。「对外问题，黑黄均一致赞助中央，惟黄派则兼留自治，以握政权。黑派则感受痛苦，有宁牺牲官府以脱离黄派把持之意。」结果，王公派经过秘密协商，推举车林多尔济向陈毅提出了在外蒙古恢复清朝旧制的主张。陈毅于1919年8月14日致中华民国外交部代总长陈箓的第二封电报称：
日昨车林来署，据称：车盟举司法长车臣汗为代表，图盟举内务次长达尔汗王为代表，即前清帮办（大）臣。三（赛）盟举陆军长札密养王为代表，札盟举嘉亨尊活佛为代表，公推车林向都护陈明意见。对外问题但求中央迅速以实力援助，自当遵办。惟各王公坚求都护，趁此机会，前面担任内部问题，一并解决，庶内部既安，对外更为巩固。……
由此双方开始了外蒙古撤治的交涉。直至1919年末徐树铮率军占领外蒙古。
1920年9月25日，札密养多尔济出任中华民国驻乌里雅苏台参赞。
1921年蒙古革命成功後，札密养多尔济在喀爾喀中路賽音諾顏部右翼右後旗的扎薩克職務亦於1922年被廢除（或是他死於該年，具體情況不詳，一說是1923年隨外蒙古其他王公一樣被蒙古人民黨政府廢除）。